# 松戸市立和名ヶ谷中学校
松戸市立和名ヶ谷中学校 （まつどしりつ　わながやちゅうがっこう）は、千葉県松戸市和名ヶ谷にある公立中学校。

## 沿革
- 1982年4月1日 - 松戸一中、松戸二中、松戸五中、松戸六中より分離独立開校。
- 1982年7月12日 - 校歌制定。
- 1982年7月21日 - 校旗制定。
- 1984年9月25日 - 創立記念日に制定する。
- 1986年3月6日 - 校舎増設。
- 1987年2月24日 - 体育館増設。
- 1988年4月8日 - 格技場完成。
- 1992年 - 千葉県教育委員会より福祉教育推進校指定を受ける。
- 1993年3月3日 - 給食棟完成。同年より学校給食が開始。
- 2000年 - 千葉県教育委員会より福祉教育推進校指定を受ける。
- 2001年 - 文部科学省より人権教育推進校指定を受ける。
- 2013年1月27日 - 体育館耐震工事実施。
- 2021年 - 千葉県教育委員会より福祉教育推進校指定を受ける[1]。

## 概要
教育目標は、豊かな心を持ち、正しく判断し、行動する生徒の育成

## 学区
松戸市岩瀬、大橋、野菊野、二十世紀が丘戸山町、二十世紀が丘丸山町、二十世紀が丘美野里町、二十世紀が丘梨元町、二十世紀が丘中松町、二十世紀が丘萩町1番地～76番地、和名ヶ谷、松戸新田1番地～33番地・52番地～68番地

## 交通
東日本旅客鉄道（JR東日本）常磐線・京成電鉄松戸線松戸駅東口より京成バス千葉ウエスト庚申塔前下車、徒歩約6分

## 主な出身者
- 山下智久